# Hitlerjunge Quex (novela)
El Joven Hitlerista Quex (en alemán: Hitlerjugend Quex) es una novela de propaganda nazi de 1932 basada en la vida de Herbert "Quex" Norkus. La película de 1933 Hitlerjunge Quex: Ein Film vom Opfergeist der deutschen Jugend se basó en ella y fue descrita por Joseph Goebbels como la "primera transmisión a gran escala" de la ideología nazi utilizando el medio del cine. Tanto la novela como la película, como SA-Mann Brand y Hans Westmar, se lanzaron el mismo año, ficcionalizaron y glorificaron la muerte al servicio del NSDAP y Adolf Hitler.

## Antecedentes

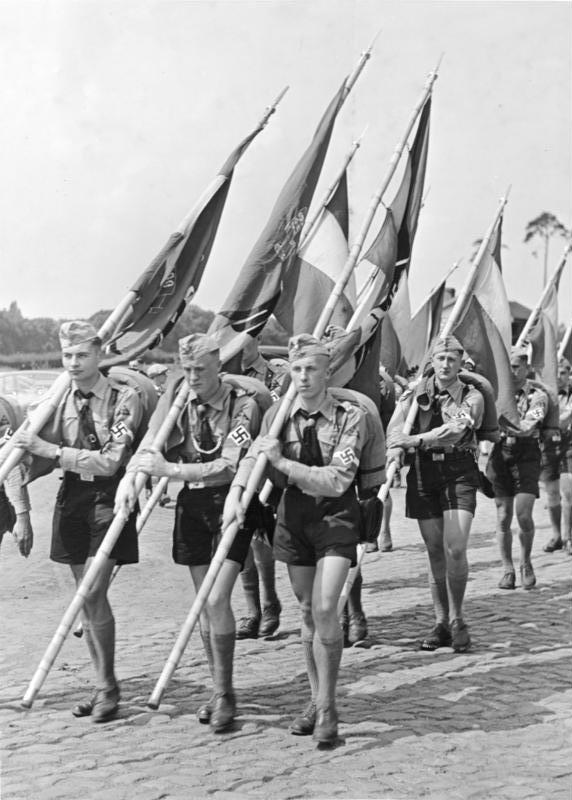
Las Juventudes Hitlerianas marchando desde la tumba de Herbert Norkus hasta el convento del partido nazi en Núremberg.

Tanto la novela como la película están basadas en la historia real de la vida de Herbert Norkus. Norkus, un miembro de las Juventudes Hitlerianas que había sido asesinado por heridas sufridas mientras era perseguido y confrontado por jóvenes comunistas en la noche del 24 de enero de 1932 en el barrio Beusselkietz de Moabit, Berlín. Ya a la mañana siguiente, Joseph Goebbels comenzó a usar la muerte de Norkus con fines de propaganda durante un mitin en el Sportpalast de Berlín. El funeral del 29 de enero en Plötzensee, Berlín, se convirtió en una gran ceremonia de varias organizaciones del NSDAP, bajo los auspicios de Goebbels. Si bien el asesinato fue condenado también por la prensa no nazi, los comunistas iniciaron una ofensiva de contra propaganda, describiendo el incidente como un resultado accidental de la autodefensa comunista durante un "ataque nazi". En el juicio posterior, varias personas fueron sentenciadas por el tribunal de Landgericht I en Moabit, sin embargo, los cómplices más prominentes Willi Shimon, Bernhard Klingbeil y Harry Tack pudieron escapar a la Unión Soviética.
Después de que los nazis asumieron el poder, la tumba de Norkus se convirtió en un santuario nazi que fue visitado anualmente en el día de Año Nuevo por el líder de las juventudes, Baldur von Schirach para un discurso que se transmitió en todo el país. Al sitio de la muerte de Norkus en Zwinglistraße 4,  se adjuntó una placa que decía: Él dio su vida por la libertad de Alemania, la primera de varias placas conmemorativas de ese tipo colocadas posteriormente en toda Alemania. El 24 de enero se hizo un día de recuerdo para todos los miembros de las Juventudes Hitlerianas asesinados, y la bandera de la unidad de Norkus se convirtió en la "bandera de sangre" de la Juventud Hitleriana.   Dos semanas después de la Ley de Habilitación de 1933, una provocativa marcha de la Juventud Hitleriana a la tumba de Norkus tomó la ruta a través de los distritos comunistas de Berlín de Wedding y Moabit. En toda Alemania, los nazis organizaron manifestaciones y discursos en conmemoración de su mártir recién creado. Se escribieron novelas, obras de teatro, poemas y canciones sobre él.

## La novela
La novela Der Hitlerjunge Quex fue escrita por Karl Aloys Schenzinger entre mayo y septiembre de 1932.  Fue publicado por primera vez en el periódico del partido nazi Völkischer Beobachter, y como libro en diciembre de 1932. Una lectura obligatoria para los miembros de la Juventud Hitleriana, se vendieron más de 190,000 copias en los primeros dos años, y más de 500,000 copias hasta 1945.
En la novela de Schenzinger, Herbert Norkus se llama Heini Völker. Con un tono völkischun, los capítulos iniciales describen las dificultades de la juventud de Norkus en un distrito de clase trabajadora de Berlín, caracterizado por la Gran Depresión, el desempleo de su padre y el suicidio de su madre. La juventud comunista contemporánea (Rote Jungfront, "Frente Joven Rojo") es retratada como una pandilla desordenada dedicada principalmente al alcohol, el tabaco y el sexo. En contraste, la juventud nazi (Hitlerjugend, "Juventud de Hitler") es retratada como una organización ordenada, superior en moral. Schenzinger permite que el padre de Heini Völker obligue a su hijo a asistir a un fin de semana de campamento organizado por un grupo juvenil comunista, North Star Moabit Heini está disgustado y huye del campamento, solo para encontrarse con un grupo juvenil de Hitler en el bosque. Profundamente impresionado, y en una atmósfera de pathos nacionalista, Heini se entera del movimiento nazi, Führerprinzip ("principio del líder"), camaradería y Volksgemeinschaft ("la comunidad del pueblo"). En "el día más feliz de su vida", Heini se une a la Juventud Hitleriana, y Schenzinger hace que el Bannführer (líder del grupo) simbolice la ideología nazi cuando le entregó el uniforme de Heini: "[El uniforme] es la ropa de la comunidad, de ¡camaradería, de nuestra ideología, de nuestra organización unificada! [...] Nos hace a todos iguales, y da lo mismo a todos y exige lo mismo de todos. El que usa ese uniforme ya no tiene deseos propios, solo tiene que obedecer.
Los siguientes capítulos tratan de la vida de Heini como una Juventud Hitleriana. La obediencia y la igualdad, tal como la entienden los nazis, se presentan de manera muy positiva. Resultan beneficiosos no solo para Heini, sino también para sus camaradas, por ejemplo, su mejor amigo Fritz Dörries, el hijo de un rico comerciante. Se enfatiza la visión del autosacrificio, la abolición de barreras sociales y pureza racial, y Heini se entera de Fritz que "con nosotros los jóvenes de Hitler, no hay clases. Solo hay quienes hacen el trabajo y los parásitos, y los vamos a tirar". El refugio Heini encontrado en la Juventud de Hitler está simbolizado por el lugar de reunión de su grupo, "Castle Beusselkietz" - El grupo de Norkus era Schar 2, Hitlerjugend Beusselkietz-Hansa. Sus camaradas lo apodaron Quex porque "cumplía órdenes más rápido que Quicksilver" (en alemán: Quecksilber). 
La última parte de la novela está dedicada a las circunstancias de la muerte de Norkus (o de Heini Völker). De acuerdo con Baird (1992), la versión de Schenzinger es un "paralelamente delgada a la Resurrección": Cuando sus camaradas se reunieron alrededor de su lecho de muerte y se preguntan si todavía está vivo, "de repente [...] hay un grito . Heini está sentado en la cama, con los ojos bien abiertos. Está cantando. No reconocen las palabras, pero conocen la melodía. Es la canción que cantan todos los días, todas las noches juntos, en cada marcha. Todos saben qué significa que la muerte está cantando aquí.